# Giacomo II d'Aragona
Giacomo d'Aragona, detto il Giusto (Valencia, 10 agosto 1267 – Barcellona, 2 novembre 1327), è stato re Giacomo II di Aragona, di Valencia e Conte di Barcellona (1291-1327). Dal 1285 al 1296 fu anche re di Sicilia come Giacomo I. Dal 1291 al 1298 governò il regno di Maiorca, mentre fu Re di Sardegna dal 1297 al 1327.

## Origine
Figlio secondogenito del re d'Aragona, di Valencia e conte di Barcellona e altre contee catalane Pietro III il Grande e di Costanza, figlia del re di Sicilia Manfredi (figlio legittimato dell'imperatore Federico II di Svevia) e di Beatrice di Savoia.

## Biografia

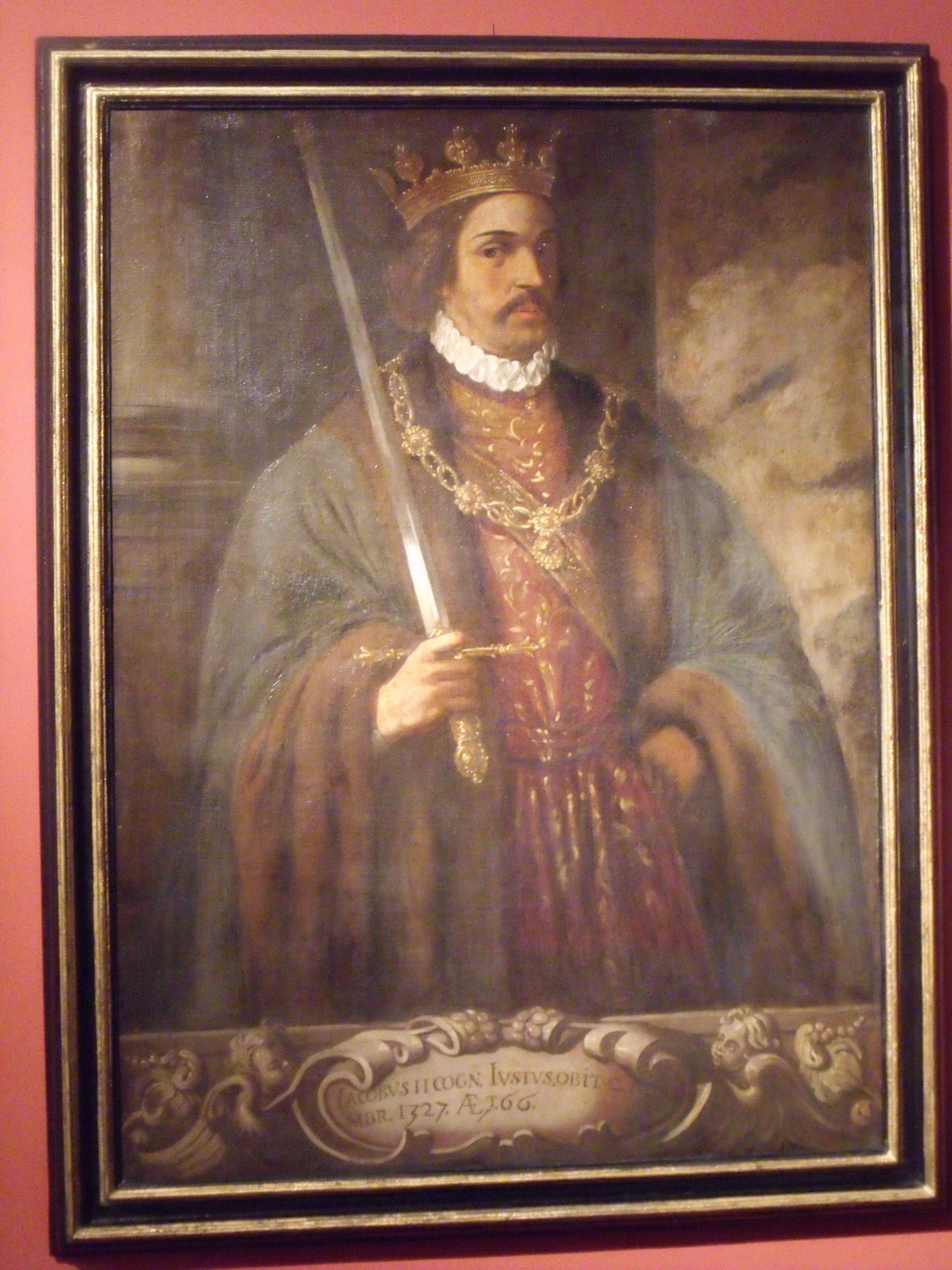
Giacomo II di Aragona

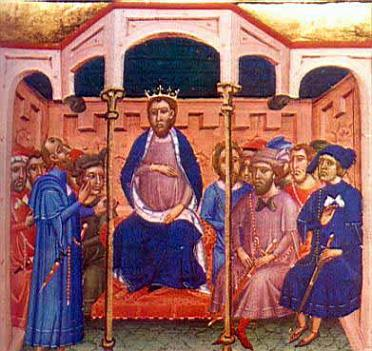
Giacomo II, presiede le Cortes di Barcellona.

Secondo la Cronaca Piniatense, Giacomo era il figlio secondogenito dei tre figli maschi ancora in vita (gli altri due erano Alfonso, il figlio primogenito, e Federico; mentre l'ultimogenito, Pietro, era morto giovane) di Pietro e di Costanza. Confermato anche nella Historia Sicula (Alfonsus, Elisabeth regina Portugalli…Rex Iacobus, Dominus Fridericus, domina Violanta et dominus Petrus) di Bartolomeo di Neocastro e nella Crònica de Ramon Muntaner (Alfonse, Jacques, Frédéric et Pierre) di Ramon Muntaner.

### Re di Sicilia
Alla morte del padre, nel novembre del 1285, il secondogenito Giacomo il Giusto gli successe sul trono di Sicilia come Giacomo I, mentre, in quanto figlio maggiore, Alfonso III gli successe sul trono di Aragona e di Valencia e nelle contee catalane. Il regno di Sicilia per la verità si era diviso in due regni: quello di Napoli, sul continente, e quello di Sicilia, che poi diverrà di Trinacria, sull'isola, ed era in stato di guerra permanente. Giacomo, raggiunta la Sicilia dove già si trovava la madre, Costanza, che la governava per conto del marito Pietro, aveva ricevuto in aiuto dal fratello, Alfonso, la flotta del Regno di Sicilia, al comando dell'ammiraglio Ruggero di Lauria, per cui aveva la superiorità assoluta in campo marittimo; il 23 giugno del 1287, infatti, Lauria aveva sconfitto la flotta napoletana a Castellamare, impadronendosi di 42 galere, mentre lo stesso giorno Giacomo aveva sventato un attacco contro Augusta.
Giovanni Fiore da Cropani, ne Della Calabria illustrata (1691), parla di come, nel 1288, le città di Bovalino, Paola, Cetraro e Fiumefreddo si arresero a Giacomo, allorché stava effettuando un viaggio verso Gaeta armato e spalleggiato da Ruggiero di Lauria. Le uniche città che si rivoltarono furono Belvedere, dove avvenne una scaramuccia, ed Amantea, che sostenne un "mediocre" assedio da parte di Adimboldo Cambrese, per poi essere ricevuta in fede a Giacomo.
Dopo che un primo accordo, preso a Oléron nel 1287, fu bocciato dal papa Nicola IV, il 27 ottobre 1288 a Canfranc, nel nord dell'Aragona, fu trovato un accordo che mantenendo lo status quo nel regno di Sicilia prevedeva la liberazione del re di Napoli, Carlo II lo Zoppo, ancora prigioniero in Aragona, in cambio dei suoi tre figli che dovevano rimanere in ostaggio al suo posto. Dopo che Carlo II venne liberato e incoronato re di Sicilia dal papa a Rieti, il 19 giugno del 1289, il papa annullò gli impegni presi con il trattato di Canfranc e riprese la guerra in Sicilia contro Giacomo il Giusto. Nell'agosto dello stesso anno però, a causa dei mamelucchi che minacciavano Acri Tolemaide, fu siglata una tregua di due anni.

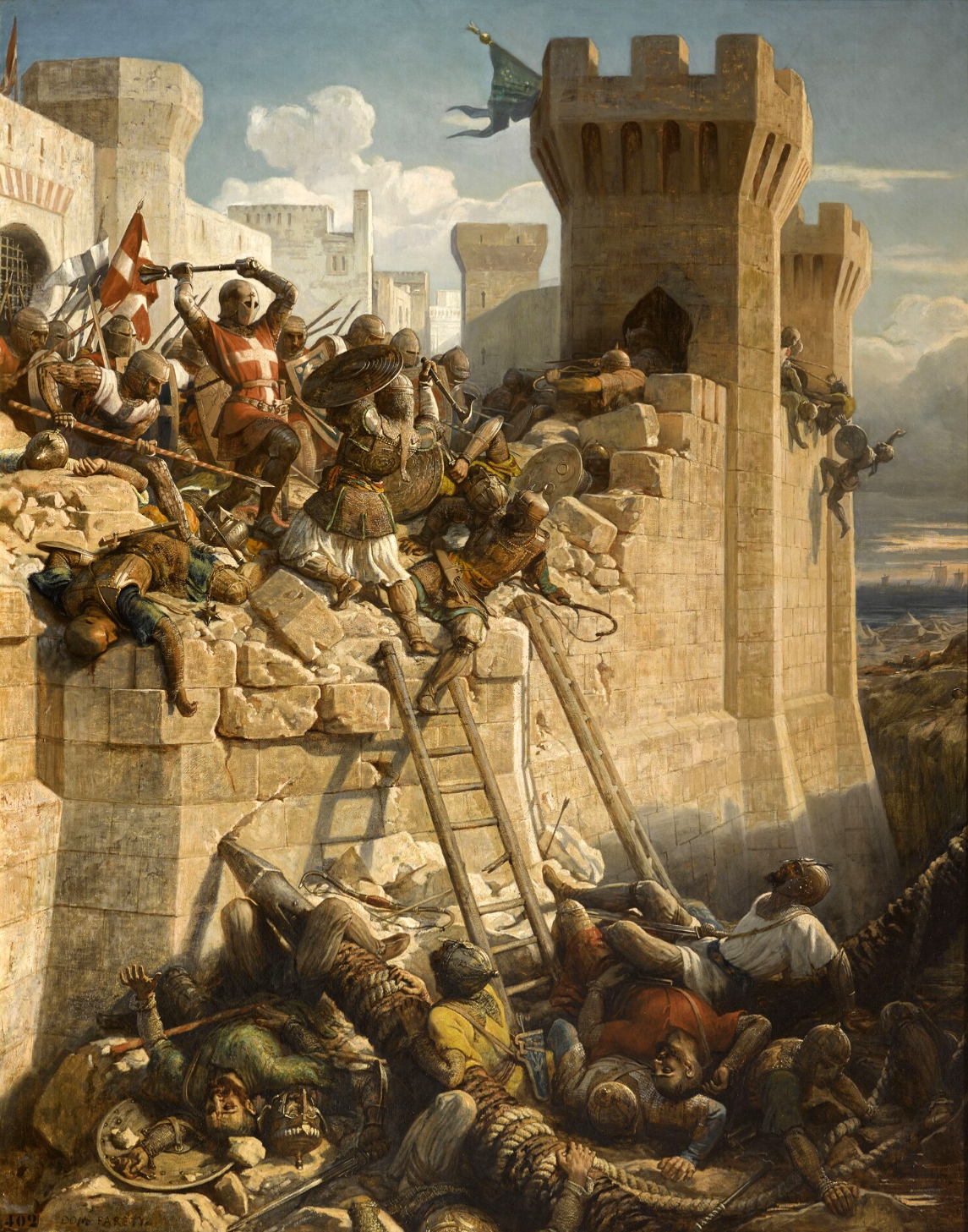
L'assedio mamelucco di Acri Tolemaide del 1291.

Nel febbraio del 1291, a Tarascona, suo fratello Alfonso fece la pace con il papato e la Francia, che smettevano di sostenere Carlo di Valois come re d'Aragona, e in cambio disconosceva i diritti di Giacomo sulla Sicilia che doveva ritornare agli angioini, cioè a Carlo II di Napoli, lasciando così Giacomo senza più l'appoggio del regno d'Aragona.
Il governo della Sicilia di Giacomo fu breve, ma fu buono, dando sviluppo alla vita del parlamento siciliano a cui partecipavano i componenti dei tre Stati, e per gli statuti concessi dal re, inoltre portò prosperità all'isola, dovuto soprattutto alla potenza marinara che sviluppò i commerci.

### Re d'Aragona
Ma il 19 giugno di quello stesso anno 1291, il fratello Alfonso III morì improvvisamente lasciando l'Aragona, Valencia, la Catalogna e il governo di Maiorca a Giacomo e disponendo che la Sicilia andasse al terzo fratello Federico; Giacomo divenne sovrano della corona d'Aragona, (come Giacomo II) e si fece incoronare a Saragozza nel mese di luglio, come successore di Alfonso III.
Si tenne il regno di Sicilia contro la voltà espressa del padre, e inviò il fratello Federico in Sicilia come governatore, dove raggiunse la madre, Costanza.
La situazione politica internazionale, nel luglio 1291, era tornata allo stato antecedente all'accordo di Tarragona e Giacomo voleva porre fine alla situazione che vedeva l'Aragona in perenne lotta contro il papato la Francia e la Castiglia (l'Aragona sosteneva Alfonso de la Cerda, pretendente al trono di Castiglia contro l'attuale re, Sancho IV), per cui si era resa necessaria un nuovo trattato da rinegoziare con il papato e con la Francia.
Il 1º dicembre 1293 Giacomo sposò a Soria Isabella di Castiglia, figlia primogenita di Sancho IV, re di Castiglia e León, e di Maria di Molina. Altre fonti riportano una data di matrimonio anticipata di due anni (1291).
Data la giovane età della sposa il matrimonio non fu consumato.
Il 25 aprile del 1295 il suocero di Giacomo, Sancho IV, morì e Isabella fu rinviata in Castiglia perché Giacomo preferì cambiare alleanza, riuscì a ottenere l'annullamento, per consanguineità.

### Il trattato di Anagni
La situazione politica si sbloccò dopo l'elezione al papato, il 23 dicembre 1294, del papa Bonifacio VIII, che, elaborando la proposta del suo predecessore, il papa Celestino V, ad Anagni, il 12 giugno del 1295 stipulò con Giacomo e con Carlo II d'Angiò il Trattato di Anagni. Con questo accordo, Giacomo, oltre a restituire i tre figli di Carlo II che aveva in ostaggio da circa sette anni acconsentì a consegnare la Sicilia al papa, che a sua volta l'avrebbe riconsegnata agli angioini, in cambio dei regni di Sardegna e di Corsica, se li avesse saputi conquistare, e avrebbe sposato Bianca di Napoli, la figlia di Carlo II d'Angiò, e inoltre Federico, il governatore della Sicilia sarebbe stato compensato dal matrimonio con l'erede dell'impero d'oriente, Caterina Courtenay, figlia dell'imperatore titolare Filippo I di Courtenay e Beatrice d'Angiò. Infine il trattato prevedeva la riconsegna del regno di Maiorca, vassallo della Corona d'Aragona, allo zio di Giacomo, Giacomo II di Maiorca.
Il fratello, Federico, amareggiato, anche perché Giacomo non aveva ottemperato al testamento di Alfonso III, rifiutò e si schierò con i Siciliani che, sentendosi traditi dal nuovo re Aragonese, dichiarato decaduto Giacomo, lo elessero al trono di Sicilia. L'11 dicembre 1295 il Parlamento siciliano riunito a Palermo proclamò Federico III Re di Sicilia, e riconfermò la scelta il 15 gennaio 1296 al Castello Ursino di Catania. L'incoronazione ufficiale avvenne il 25 marzo del 1296 nella Cattedrale di Palermo.
Il 1º novembre del 1295, come risulta dalla Cronaca Piniatense, in ottemperanza al trattato di Anagni, a Vilabertran (Alt Empordà), nel nord della Catalogna, Giacomo sposò Bianca di Napoli (1280-1310), figlia del re di Napoli, Carlo lo Zoppo e di Maria D'Ungheria, figlia - forse primogenita - di Stefano V d'Ungheria e di sua moglie, la regina Elisabetta dei Cumani.
La clausola del Trattato di Anagni in cui Bonifacio VIII suggeriva a Giacomo II d'Aragona di rispettare il volere del nonno Giacomo I e restituire il regno di Maiorca allo zio, Giacomo II di Maiorca ebbe attuazione, nel 1298, con il trattato di Argilers: Giacomo II di Maiorca, richiamandosi al trattato di Perpignano, del 1279, si riconobbe vassallo del re d'Aragona, Giacomo II il Giusto e quindi rientrò in possesso del regno di Maiorca.
Secondo il Chronicon Domini Joannis Emmanuelis Giacomo (Rex Aragonum), nel 1297, catturò la Murcia (Regnum Murciæ) e invase la Castiglia.
Dato che il fratello Federico aveva preso l'iniziativa e non solo conservava la Sicilia, ma aveva portato la guerra nel napoletano, Bonifacio VIII, agli inizi del 1297, convocò a Roma sia Giacomo che Carlo II e li spronò a riconquistare la Sicilia secondo il trattato di Anagni; dovettero abbandonare la Sicilia, per ordine di Giacomo, sia Giovanni da Procida che Ruggero di Lauria, che divenne ammiraglio della flotta alleata antisiciliana e alla fine anche la regina madre Costanza dovette abbandonare il figlio prediletto Federico e raggiungere Giacomo a Roma. Giacomo intervenne, a fianco degli Angioini, contro il fratello Federico e i Siciliani e con la sua flotta aragonese affiancata da quella napoletana, a Capo d'Orlando, nel luglio del 1299, sconfisse Federico che si riuscì a salvare con solo 17 galee. Giacomo, l'anno dopo, visto che il fratello continuava a resistere, fece ritorno in Aragona. La guerra dei Vespri Siciliani terminò con un compromesso, noto come la pace di Caltabellotta: il 31 agosto del 1302, probabilmente nel castello del Pizzo, a Caltabellotta si firmò il trattato di pace, che prevedeva che Federico III mantenesse il potere sulla Sicilia con il titolo di Re di Trinacria (termine utilizzato solo dalla Santa Sede e che presto cadde in disuso, invece, quello di Sicilia ai re di Napoli) fino alla sua morte, dopo la quale l'isola sarebbe dovuta passare nuovamente agli Angiò. Inoltre sanciva l'impegno che Federico sposasse Eleonora, sorella del duca di Calabria Roberto e figlia di Carlo II.
Nel 1300 Giacomo fu il fondatore dell'università di Lérida, rilasciando un documento di costituzione, confermato da una bolla del papa Bonifacio VIII, i cui statuti riproducevano esattamente l'antico codice dell'università più prestigiosa, quella di Bologna.

### Le guerre agli arabi di Spagna
Nel 1300 Giacomo attaccò la Murcia per riprendersi i territori che spettavano all'Aragona, secondo il trattato di Almizra del 1244 tra Giacomo I di Aragona e Alfonso X di Castiglia che confermava il trattato, del 1179, siglato tra Alfonso VIII di Castiglia e Alfonso II d'Aragona, a Cazorla. Nel 1304 Giacomo II e il re di Castiglia, Ferdinando IV trovarono un accordo, conosciuto come Sentencia Arbitral de Torrellas, siglato ad Ágreda e confermato l'anno seguente (1305) con il trattato di Elche, dove la Murcia veniva confermata alla Castiglia, mentre le città di Orihuela, Elche, Caudete, Elda e Alicante, a nord del fiume Segura, passavano al regno di Valencia, che faceva parte della corona d'Aragona, mentre Cartagena veniva restituita alla Castiglia.
Nel 1301 Giacomo aveva siglato un trattato di protezione con l'emiro di Tunisi.
Nel 1308 Giacomo tentò inutilmente di invadere il Sultanato di Granada, mentre, nel 1309, a seguito dell'armonia ritrovata con la Castiglia, andò in aiuto di Ferdinando IV, per la conquista, a cui parteciparono anche truppe portoghesi, di Gibilterra (che però, nel 1333, fu nuovamente perduta).

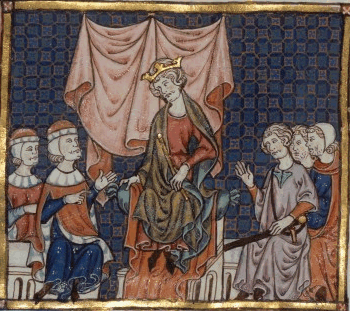
Giacomo II di Aragona sul trono

A Maiorca intanto Sancho I di Maiorca, nel 1311, era subentrato al padre, Giacomo II di Maiorca, sul trono del regno di Maiorca e dato che, né lui né i tre fratelli avevano discendenza, Giacomo II d'Aragona, cominciò a pensare di pretendere quel trono per riunirlo alla corona d'Aragona. Ma quando, nel 1315, al fratello di Sancho, Federico di Maiorca, nacque un figlio, Giacomo, che, rimasto orfano di entrambi i genitori, fu da Sancho nominato erede del trono di Maiorca; ovviamente Giacomo II non gradì e nel 1319, fu addirittura sfiorata la guerra, evitata per il pronto intervento pacificatore del papa Giovanni XXII. Fu trovata la soluzione con l'impegno di Sancho ad aiutare il cugino nella conquista della Sardegna, che sarebbe iniziata nel 1320, mentre Giacomo II d'Aragona rinunciava a ogni pretesa sul trono di Maiorca e accettava che l'erede al trono di Maiorca fosse Giacomo, il futuro Giacomo III di Maiorca.

Nel 1314 Giacomo annesse la contea di Urgell alla corona d'Aragona.
Nel frattempo, dato che era vedovo dal 1310, il 15 giugno del 1315 Giacomo si era sposato per la terza volta, per procura, a Cipro, nella cattedrale di Santa Sofia, a Nicosia e poi di persona il 27 novembre dello stesso anno nella cattedrale di Gerona, con Maria di Cipro, figlia del re di Cipro, Ugo III di Lusignano e di Isabella di Ibellin.
Giacomo contrasse il matrimonio con l'accordo che Maria era l'erede del regno di Cipro e, alla morte del fratello, il re di Cipro, Enrico II (che sembrava prossimo a morire), avrebbe ereditato il regno. Ma la prematura morte della moglie, Maria, prima di Enrico, scompaginò i suoi piani.
Rimasto vedovo nel 1319, il 25 dicembre del 1322 si sposò per la quarta volta a Tarragona con la nobile catalana, Elisenda di Montcada, che nel 1327 alla sua morte si ritirò a vivere in un palazzo attiguo al monastero di Pedralbes da lei fondato nel 1326, a Barcellona.
Nel 1322 Giacomo annesse la contea di Empúries alla corona d'Aragona e, nel 1323, concluse un trattato di pace con il sultano nasride di Granada, Ismaʿil.
Nel 1324, alla morte di Sancho di Maiorca, Giacomo III di Maiorca, di circa nove anni, gli successe sul trono, sotto la tutela dello zio, ecclesiastico, Filippo Di Maiorca, con la reggenza di un consiglio, costituito da alcuni nobili del regno. Giacomo II d'Aragona intervenne su Filippo di Maiorca, e, obbligandolo a mantenere fede all'impegno di aiutare la corona d'Aragona a conquistare la Sardegna, impose dure condizioni economiche al regno di Maiorca, che in pochi anni subì una dura crisi finanziaria.

### La conquista della Sardegna
Giacomo portò a termine la conquista della Sardegna tra il 1324 e il 1325 divenendone Re e stabilì basi commerciali a Cipro, Egitto e nell'impero bizantino, a Costantinopoli.
Giacomo II fu protettore di artisti e uomini di cultura, tra cui il filosofo Raimondo Lullo.
Giacomo (Dns Jacobus Rex Aragonum) morì il 2 novembre 1327, come riporta il Chronicon Domini Joannis Emmanuelis, a Barcellona e fu sepolto nella stessa città nella chiesa dei francescani; poi la salma fu trasferita in un sepolcro, insieme con la moglie Bianca di Napoli, accanto al padre Pietro III, in un'abbazia Cisterciense, nel monastero di Santes Creus, ad Aiguamúrcia, Tarragona; gli successe il figlio Alfonso.

## Giacomo II nella Divina Commedia
Nella Divina Commedia Dante cita Giacomo il Giusto, nel Terzo canto del Purgatorio, dove cita anche il fratello Federico, nelle parole di suo nonno Manfredi di Sicilia, che si trova fuori dai cancelli del Purgatorio (Divina Commedia)Purgatorio, nel primo ripiano dell'antipurgatorio; poi lo incontra nel Settimo canto del Purgatorio, come il padre Pietro III il Grande, il fratello Alfonso III il Liberale, Carlo I d'Angiò e Filippo III di Francia, fuori dai cancelli del Purgatorio, nella Valletta dei Principi dell'Antipurgatorio, per la continua lotta che li oppose, insieme agli altri monarchi da lui ritenuti colpevoli per la disastrosa situazione politica nell'Europa del XIII secolo.

## Matrimoni e figli
In prime nozze, nel 1291 o 1293, Giacomo sposò Isabella di Castiglia, ma il matrimonio non generò figli, per la giovanissima età della sposa, e fu annullato nel 1295.
In seconde nozze, nello stesso 1295, Giacomo sposò Bianca d'Angiò, e ne ebbe ben dieci figli:
- Giacomo (1296 – 1334), che rinunciò alla corona;
- Alfonso il Benigno (1299 – 1336), re d'Aragona;
- Maria (1299 – 1347), sposò il figlio di Sancho IV di Castiglia e Maria di Molina, Pietro di Castiglia (Valladolid, 1290-25 giugno 1319);
- Costanza (1300 – 1327), sposò Giovanni Manuele di Castiglia, duca di Peñafiel, nipote di Alfonso X di Castiglia;
- Isabella (1302 – 1330), fu prima fidanzata, nel 1313 circa, con Oscin d'Armenia, poi sposò, nel 1315, Federico I d'Asburgo, duca d'Austria e Stiria e anti-imperatore del Sacro Romano Impero.
- Giovanni (1304 – 1334), fu arcivescovo di Toledo poi di Tarragona, e poi patriarca latino di Alessandria
- Pietro d'Aragona (1305 – 1381), conte prima di Ribagorza e di Empúries e poi, dopo lo scambio con il fratello Raimondo Berengario, di Prades
- Bianca (1307 – 1348), religiosa nel monastero di Sijena
- Raimondo Berengario (1308 – 1364), conte prima di Prades e poi, dopo lo scambio con il fratello Pietro, conte di Empúries
- Violante (1310 – 1353), sposò Filippo (1300-1330), despota di Romania e figlio di Filippo I di Taranto, poi in seconde nozze, Lupo di Luna (?-1360), signore di Segorbe.

In terze nozze nel 1315 Giacomo II si risposò con Maria di Cipro, ma non ne ebbe alcun figlio.
In quarte nozze nel 1322 Giacomo II sposò Elisenda di Moncada, ma neanche da lei ebbe figli.
Giacomo da due diverse amanti ebbe tre figli naturali.
Da Lucrezia (di cui non si conosce il casato) ebbe due figli:
- Sancho
- Giacomo (1291-1351), che si sposò prima con Giacomina Guerau di Maiorca e poi con la sarda, Ruccia;

Da Gerolda (di cui non si conosce il casato) ebbe un figlio:
- Napoleone Sicilia (1288-?), signore di Gioiosa Guardia, che sposò la figlia di un certo Guglielmo Roberto di Maiorca.

## Ascendenza
|                      |                       |                        | Genitori                      |  |  | Nonni |  |  | Bisnonni             |  |  | Trisnonni            |  |
|                      |                       |                        |                               |  |  |       |  |  | Pietro II di Aragona |  |  | Alfonso II d'Aragona |  |
|                      |                       |                        |                               |  |  |       |  |  | Pietro II di Aragona |  |  | Alfonso II d'Aragona |  |
|                      |                       | Sancha di Castiglia    |                               |  |  |       |  |  | Pietro II di Aragona |  |  |                      |  |
| Giacomo I d'Aragona  |                       |                        |                               |  |  |       |  |  | Pietro II di Aragona |  |  |                      |  |
|                      |                       | Maria di Montpellier   | Guglielmo VIII di Montpellier |  |  |       |  |  |                      |  |  |                      |  |
|                      |                       | Maria di Montpellier   | Guglielmo VIII di Montpellier |  |  |       |  |  |                      |  |  |                      |  |
|                      |                       | Maria di Montpellier   | Eudocia Comnena               |  |  |       |  |  |                      |  |  |                      |  |
| Pietro III d'Aragona |                       | Maria di Montpellier   |                               |  |  |       |  |  |                      |  |  |                      |  |
|                      |                       | Andrea II d'Ungheria   | Béla III d'Ungheria           |  |  |       |  |  |                      |  |  |                      |  |
|                      |                       | Andrea II d'Ungheria   | Béla III d'Ungheria           |  |  |       |  |  |                      |  |  |                      |  |
|                      |                       | Andrea II d'Ungheria   | Agnese d'Antiochia            |  |  |       |  |  |                      |  |  |                      |  |
| Iolanda d'Ungheria   |                       | Andrea II d'Ungheria   |                               |  |  |       |  |  |                      |  |  |                      |  |
|                      |                       | Iolanda di Courtenay   | Pietro II di Courtenay        |  |  |       |  |  |                      |  |  |                      |  |
|                      |                       | Iolanda di Courtenay   | Pietro II di Courtenay        |  |  |       |  |  |                      |  |  |                      |  |
|                      |                       | Iolanda di Courtenay   | Iolanda di Fiandra            |  |  |       |  |  |                      |  |  |                      |  |
| Giacomo II d'Aragona |                       | Iolanda di Courtenay   |                               |  |  |       |  |  |                      |  |  |                      |  |
|                      | Federico II di Svevia | Enrico VI di Svevia    |                               |  |  |       |  |  |                      |  |  |                      |  |
|                      | Federico II di Svevia | Enrico VI di Svevia    |                               |  |  |       |  |  |                      |  |  |                      |  |
|                      | Federico II di Svevia | Costanza d'Altavilla   |                               |  |  |       |  |  |                      |  |  |                      |  |
| Manfredi di Sicilia  | Federico II di Svevia |                        |                               |  |  |       |  |  |                      |  |  |                      |  |
|                      |                       | Bianca Lancia          | Bonifacio I d'Agliano         |  |  |       |  |  |                      |  |  |                      |  |
|                      |                       | Bianca Lancia          | Bonifacio I d'Agliano         |  |  |       |  |  |                      |  |  |                      |  |
|                      |                       | Bianca Lancia          | Bianca Lancia                 |  |  |       |  |  |                      |  |  |                      |  |
| Costanza di Sicilia  |                       | Bianca Lancia          |                               |  |  |       |  |  |                      |  |  |                      |  |
|                      |                       | Amedeo IV di Savoia    | Tommaso I di Savoia           |  |  |       |  |  |                      |  |  |                      |  |
|                      |                       | Amedeo IV di Savoia    | Tommaso I di Savoia           |  |  |       |  |  |                      |  |  |                      |  |
|                      |                       | Amedeo IV di Savoia    | Margherita di Ginevra         |  |  |       |  |  |                      |  |  |                      |  |
| Beatrice di Savoia   |                       | Amedeo IV di Savoia    |                               |  |  |       |  |  |                      |  |  |                      |  |
|                      |                       | Margherita di Borgogna | Ugo III di Borgogna           |  |  |       |  |  |                      |  |  |                      |  |
|                      |                       | Margherita di Borgogna | Ugo III di Borgogna           |  |  |       |  |  |                      |  |  |                      |  |
|                      |                       | Margherita di Borgogna | Beatrice di Albon             |  |  |       |  |  |                      |  |  |                      |  |
|                      |                       | Margherita di Borgogna |                               |  |  |       |  |  |                      |  |  |                      |  |